# رسول امانی
رسول امانی (زادهٔ ۱۰ آذر ۱۳۴۳ در تهران) کشتی‌گیر پیشین ایرانی–نیوزیلندی است که در دستهٔ سبک‌وزن کشتی فرنگی برای نیوزیلند رقابت می‌کرد. او در دستهٔ ۶۳ کیلوگرم مسابقات کشتی در بازی‌های المپیک ۲۰۰۰ سیدنی برای نیوزیلند شرکت کرد که با شکست در برابر یاسوتوشی موتوکی از ژاپن از دور مسابقات حذف شد و نهایتاً در ردهٔ بیستم المپیک قرار گرفت.